# Centre national de la statistique et des études économiques
Pour les autres articles nationaux ou selon les autres juridictions, voir Institut national de la statistique.
Le Centre national de la statistique et des études économiques (CNSEE), est le service officiel des statistiques du Congo-Brazzaville et a été créé en 1977. Ses activités s'organisent dans le cadre plus général du système statistique de la république du Congo, régi par la loi sur la statistique n° 27/82 du 7 juillet 1982.
Le CNSEE est actuellement une direction générale du ministère du Plan et de l'Aménagement du territoire. Ses attributions et son organisation ont fait l'objet du décret no 2003-133 du 31 juillet 2003 pris par le président de la république du Congo.

## Mission
Le décret du 31 juillet 2003 le charge de :
- promouvoir la science statistique ;
- promouvoir la recherche, la coopération et la formation dans le domaine de la statistique ;
- veiller à l’application de la loi sur la statistique au niveau national ;
- assurer le secrétariat permanent de la commission supérieure de la statistique;
- contribuer à l’application des recommandations de la commission supérieure de la statistique;
- assurer le développement intégré des statistiques publiques en se basant sur un système des normes techniques harmonisées sur les plans national, sous-régional, régional et international ;
- adopter les concepts, les nomenclatures, les normes et les méthodes en vigueur sur les plans régional et international.
- coordonner l’action statistique de l’administration publique, des services semi-publics et des organismes privés d’intérêt général et centraliser les documents statistiques détenus par les administrations et les services techniques;
- apporter le concours technique dans la coordination des travaux statistiques initiés par les administrations et les entreprises publiques, ainsi que par les organismes privés;
- coordonner et suivre l’activité des directions départementales de la statistique et des études économiques ;
- produire, de concert avec les services spécialisés du ministère chargé de l’économie et des finances, les comptes nationaux ;
- produire et suivre, de concert avec le ministère chargé de l’économie, des finances et du budget, les indicateurs macroéconomiques;
- produire les statistiques démographiques et sociales ;
- réaliser les travaux statistiques relatifs à l’état et au mouvement de la population, à la production et à la distribution des biens et des services;
- produire et analyser les statistiques judiciaires et pénitentiaires ;
- conduire les enquêtes statistiques sur l’emploi, le chômage, le secteur informel, l’habitat et l’environnement ;
- réaliser les enquêtes de sondage d'opinions ;
- centraliser, actualiser et exploiter les fichiers des personnes, des entreprises et des biens;
- gérer les fichiers du système congolais d’immatriculation des entreprises et du système congolais d’immatriculation des établissements;
- créer et gérer la base de données économiques, démographiques et sociales ;
- publier les indicateurs économiques, sociaux et culturels d’intérêt national;

## Organisation
Le Centre national de la statistique et des études économiques comprend :
- une direction générale ;
- cinq directions techniques :
  - la direction des statistiques économiques,
  - direction des statistiques démographiques et sociales,
  - direction de la coordination et de l'harmonisation statistiques,
  - la direction de l'informatique et de la gestion de bases de données,
  - la direction administrative et financière ;
- dix directions départementales

Son directeur général est Samuel Ambapour Kosso.

## Histoire
Le CNSEE succède en 1977 à la direction de la statistique et de la comptabilité économique du Commissariat général au plan ; cette dernière ayant remplacé en 1971 le Service National de la Statistique, des Études Démographiques et Economiques (SNSEDE), qui avait été créé en 1958 peu avant l'indépendance intervenue en 1960.
| Nom                    | Période                      |
| ---------------------- | ---------------------------- |
| Dorothée Ouissika      | mars 1999 - juillet 2004     |
| Paul Bayina            | janvier 1998 - mars 1999     |
| Jean-Paul Toto         | fin 1994 - octobre 1997      |
| Naasson Loutete-Dangui | juin 1993 - fin 1994         |
| Emmanuel Massene       | fin 1989 - juin 1993         |
| Makana Marcel Mouellet | décembre 1984 - octobre 1989 |
| Clément Mierassa       | mars 1977 - décembre 1984    |
| Michel Mouyelo-Katoula | septembre 1976 - mars 1977   |
| Félicien Diafouka      |                              |